# Ermitage de Montespecchio
L'ermitage de Montespecchio est un édifice religieux, de style roman et gothique, situé à Murlo près de Sienne en Italie. Il fut l’un des  principaux centres de l’ordre des ermites de Saint Augustin, et l'un des cinq ermitages de la province de Sienne.

## Histoire
Le manuscrit attestant de sa création, daté du 15 octobre 1190 (bien que l'année exacte soit plus vraisemblablement 1189), existe encore aujourd'hui, c'est l'enregistrement du don fait par Guazzolino Capolungo et le frère Aldobrandino de tous leurs biens à un ermite appelé Giovanni, afin qu’à l’endroit appelé « Piano degli altari » (« plan de l'autel ») soit construit un ermitage en l'honneur de Dieu et de Santa Maria Rocca-Amadour [sic], référence à la Vierge noire de Rocamadour en France, but d’un pèlerinage célèbre au XIIe siècle. Toutefois, ce nom ne fut pas maintenu (seul un autel latéral de l'église, sur lequel était placée une image de la Vierge, lui a été consacré), et c’est sous le nom de « Santa Maria di Montespecchio » (qualification qui sera reconnue par le pape  Alexandre IV, le 16 avril 1255), que l'ermitage devint un lieu d'une grande vénération. 
À partir de 1255, l’ermitage se soumet à la règle de saint Augustin. L’ermitage, qui ne connaîtra jamais la prospérité économique, se maintient difficilement, et ne subsiste que grâce aux dons venant de Sienne, qui ira jusqu’à décréter en 1309-1310 l'imposition d'une taxe de dix livres par an à payer en faveur de l’ermitage. Malgré tout, en 1307, une nouvelle église est consacrée, et richement décorée (comme en témoignent les rares biens parvenus jusqu’à nous, entre autres le polyptyque dit de Montespecchio du Maître de Città di Castello et la Vierge de Crevole de Duccio).  
Déjà sur le déclin au début du XVe siècle, le dernier chapitre de la congrégation des Augustins de l'observance s’y déroule en 1449. L’ermitage survécut difficilement jusqu’en 1687, où devant la condition précaire de l'église et du couvent, les derniers religieux de l’ermitage sont déplacés – avec l’ensemble de ses biens dont la Vierge de Crevole - dans l’église Santa Chiara à Crevole (it).

## État actuel
L'ermitage est aujourd’hui à l’état de ruines : le couvent – dont on devine l’imposante superficie – a totalement disparu, et il ne subsiste de l’ensemble que l’ossature de l’église : quelques murs polychromes constitués de bandes de calcaire rose (breccia) et de serpentine de Vallerano qui créent une belle alternance de blanc-rose et de vert-noir, interrompus par d’élégantes fenêtres aux arcs surbaissés. 